# 亞薩羅克薩拉什

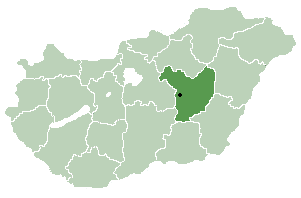

亞薩羅克薩拉什是匈牙利的城鎮，位於該國中部，由亞斯-瑙吉孔-索爾諾克州負責管轄，面積77.17平方公里，2011年人口7,913，其中八成居民信奉天主教。
47°38′N 19°59′E / 47.633°N 19.983°E